# مريخ الفاشر
مريخ الفاشر، هو نادي كرة قدم من الفاشر، السودان. يلعب في الدوري السوداني الممتاز. ملعبهم الرئيس للفريق هو ملعب الفاشر ويتسع الملعب لحوالي 10000 متفرج. ألوان النادي هي حمراء وصفراء.

## تشكيلة اللاعبين
- عبد الرحمن كرنقو (لاعب دفاع)
- حسبو (لاعب دفاع)
- مشرف زكريا (لاعب دفاع)
- محمد جياد (لاعب دفاع)
- ادمز (لاعب وسط)
- دافيد (لاعب وسط)
- عماد عبد الله (لاعب وسط)
- فيصل العجب (لاعب وسط)
- محمد موسي (لاعب وسط)
- مبارك (لاعب وسط)
- صلاح سحمي (لاعب وسط)
- وليد الفاشر (لاعب وسط)
- عبد الحليم كانو (لاعب هجوم)
- الفاضل عبد الله (لاعب هجوم)
- اسحاق (لاعب هجوم)
- جوزيف كباقامبي (لاعب هجوم)
- محمد عثمان هنو (لاعب هجوم)
- أحمد عصام الشاوشي (لاعب هجوم محترف)